# Пэрри, Рэй
Рэймонд Алан Пэрри (англ. Raymond Alan Parry; 19 января 1936 — 23 мая 2003) — английский футболист, выступавший на позиции полусреднего нападающего. Известен по играм за «Болтон Уондерерс», «Блэкпул» и «Бери».

## Биография
Уроженец Дерби. В составе «Болтона» дебютировал в 1951 году матчем на «Бернден Парк» против «Вулверхэмптона», отыграв шесть матчей за резервистов: на момент дебюта ему было 15 лет и 267 дней, что сделало Рэя Пэрри самым молодым дебютантом Футбольной лиги Англии, перебив рекорд Джимми Маллена (дебютировал в возрасте 16 лет за «Вулверхэмптон»). Играл на позиции инсайд-форварда (оттянутого нападающего), в 1958 году выиграл Кубок Англии в составе «Болтона» (на пути к финалу забил четыре мяча).
Всего за свою карьеру игрока провёл 544 матча за «Болтон», «Блэкпул» и «Бери». В 1960 году ушёл в «Блэкпул», в 1964 году — в «Бери». Провёл две игры за сборную Англии против Шотландии и Северной Ирландии.
Питером Дикином Пэрри назывался нередко «Дэвидом Бекхэмом своей эпохи» (англ. the David Beckham of his era). Сверстники отмечали, что нередко Рэй разражался на поле приступами неконтролируемого смеха, хотя среди незнакомых людей вёл себя крайне тихо. После ухода из футбола он работал на Ньюпорт-стрит, управляя газетным киоском.
Скончался 23 мая 2003 года от рака. Поминальная служба прошла в церкви Святого Андрея в Овер-Халтоне, тело кремировано в Овердейле.

## Семья
Был женат, оставил двух дочерей. Четверо его братьев также стали футболистами: Джек играл за «Дерби Каунти», Сайрил — за «Ноттс Каунти», Рег и Глинн — за любительские клубы (Рег за «Плимут Аргил», Глинн — за «Гресли Роверс» и резерв «Дерби Каунти»). В то же время его старшие братья Майкл и Терри в футбол не играли.